# Appaloosa Management
Appaloosa Management, L.P. är en amerikansk hedgefond som förvaltar ett kapital på $17 miljarder för år 2017.
Den grundades 1993 som en skräpobligationsförvaltare av David Tepper och Jack Walton. 2000 blev Appaloosa en hedgefond.
Hedgefonden har sitt huvudkontor i Miami Beach i Florida sedan 2016, innan dess var den placerad i Short Hills i New Jersey.